# Louis Boullogne
Pour les articles homonymes, voir Louis Boullogne, famille Boullogne et Boullogne.
Cet article possède un paronyme, voir Louis de Boullogne.
Louis Boullogne, dit Louis le père, né à Paris le 8 juillet 1609 et mort à Paris en juin 1674, est un peintre et graveur français.

## Biographie
Fils de Louis Boullongne et Marie Regnoton, Louis Boullogne naît à Paris le 8 juillet 1609.
Après avoir été formé chez un peintre du faubourg Saint-Germain, puis auprès du peintre Jacques Blanchard (peut-être dès 1629), il se rend en Italie grâce à une pension accordée par la Ville de Paris, et séjourne à Rome où il est présent entre 1634 et 1637 et où il grave le célèbre Enlèvement d'Hélène de Guido Reni, puis réalise peut-être un court séjour à Venise (où il grave le Martyre de saint Sébastien de Véronèse). Il rentre à Paris vers 1638-1639 et entame une importante carrière. Il reçoit commande d'un grand Portrait collectif du prévôt et des échevins de Paris pour l'Hôtel de Ville, et réalise plusieurs « Mays » de Notre-Dame en 1646, 1648 et 1657. Il peint également deux plafonds pour l'hôtel Macé de La Bazinière, sur le quai Malaquais, où il représente Le Soleil levant et Diane sur son char (perdus). Il est signalé en 1644 et 1645 comme « peintre du roi et de la ville [de Paris] ». Il contribue beaucoup à l’organisation de l’Académie de peinture dont il est l'un des membres fondateurs en 1648, et où il exerça les fonctions de professeur à partir de 1656 et jusqu’à sa mort. En 1672, il prend part aux travaux de décors de la pompe funèbre du chancelier Pierre Séguier sous la direction de Charles Le Brun, et expose au Salon de 1673. 
Il possédait un remarquable talent de copiste et on raconte à ce sujet de nombreuses anecdotes plus ou moins authentiques[réf. nécessaire]. Pour Notre-Dame, Louis Boullogne a peint Saint Simeón, Le Miracle de saint Paul dans Éphèse et la Décollation de saint Paul.
Il eut deux fils, Bon et Louis, et deux filles, Geneviève et Madeleine, tous quatre artistes peintres. Sa fille Geneviève épousa le sculpteur Jean-Jacques Clérion (vers 1640-1714).

## Œuvres
- La mort de Cléopâtre, vers 1640, Saint-Cloud, musée du Grand Siècle
- Le miracle de saint Paul à Éphèse, may de Notre-Dame de Paris de 1646, musée des Beaux-Arts d'Arras ;
- Le martyre de saint Simon, may de Notre-Dame de Paris de 1648, musée des Beaux-Arts d'Arras.
- La décollation de saint Paul, may de Notre-Dame de Paris de 1657, musée du Louvre.
- L'Ascension, may de Notre-Dame de Paris de 1669, perdu.
- L’Ivresse de Silène, troisième quart du XVIIe siècle, huile sur toile, 32 x 41 cm, musée des Beaux-Arts d’Orléans[3].

## Élèves
- Nicolas Bertin (1667-1736)